# Expo 1991
L'Expo 1991 è un'esposizione specializzata che si è tenuta dal 7 giugno al 7 luglio del 1991 nella città di Plovdiv (Filippopoli) in Bulgaria, sotto il titolo "L'attività creativa dei giovani al servizio di un mondo di pace".
La mostra fu organizzata con la collaborazione della Organizzazione Mondiale per la Proprietà Intellettuale, l'agenzia specializzata dell'ONU.